# Carmen Pereira
Carmen Maria de Araújo Pereira (ur. 22 września 1936 w Bissau, zm. 4 czerwca 2016 tamże) – polityczka z Gwinei Bissau; w 1984 p.o. prezydenta przez 3 dni jako pierwsza kobieta w tej roli w Afryce i jedyna w historii Gwinei Bissau; członkini Afrykańskiej Partii Niepodległości Gwinei i Zielonego Przylądka (PAIGC).

## Życiorys
Była córką jednego z dwóch afrykańskich prawników w Gwinei Portugalskiej. Uczyła się w szkole w Bissau. Była katoliczką.

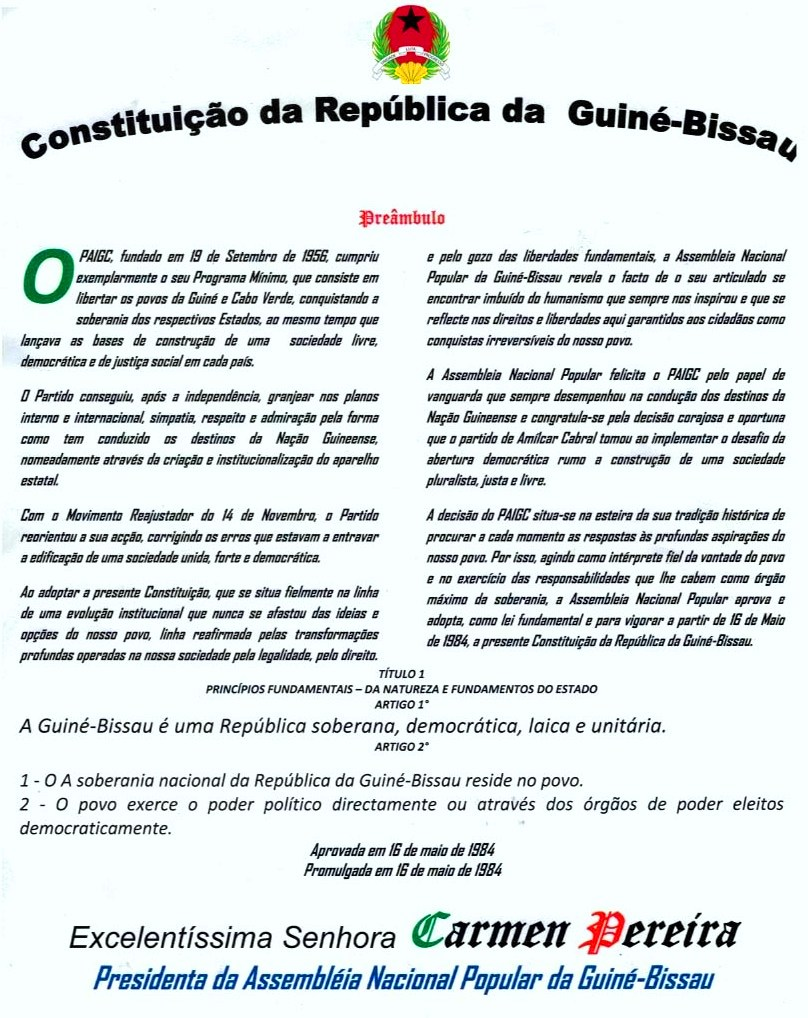
Konstytucja Gwinei Bissau z 1984 z podpisem Carmen Pereiry

W wieku 19 lat wyszła za mąż za Umaro Djalo. Oboje zaangażowali się w wojnę o niepodległość przeciwko Portugalii. Mąż z powodu prześladowania przez PIDE wyjechał do Senegalu. Krótko po tym, w 1962, Pereira dołączyła do Afrykańskiej Partii Niepodległości Gwinei i Zielonego Przylądka (PAIGC), rewolucyjnego ruchu, który dążył do uzyskania niepodległości. W 1966 Komitet Centralny PAIGC z inspiracji przywódcy Amílcara Cabrala zaczął traktować kobiety w partii, a tym samym w ruchu niepodległościowym i siłach zbrojnych według tych samych zasad co mężczyzn. Po latach Pereira opisała ten proces w tekście Os meus três amores (Moje trzy miłości). Mówiła, że kobiety w Gwinei Portugalskiej walczyły zarówno o wolność od Portugalii, jak i mężczyzn.
Szybko znalazła się w gronie przywódców rewolucji, była dowódczynią wojskową. Nazywano ją ciocią Carmen. Była delegatką do Panafrykańskiej Organizacji Kobiet w Algierii. Została poproszona przez Amílcara Cabrala, by kierowała domem tranzytowym w Konakry, do którego ewakuowano część chorych członków partii i część rannych. W tym czasie jej mąż wyjechał z Bissau do Konakry. Pereira postawiła dołączyć do niego z trójką dzieci. Wyjechała z Bissau do Ziguinchor (południowy Senegal). Następnie znalazła się w grupie 10 osób dowodzonych przez komandora Pedro Piresa, które wyjechały do ZSRR na kurs polityczny. W 1963 w ZSRR Pereira studiowała medycynę.
Po powrocie do Gwinei Bissau udzielała się politycznie, pracowała też w zawodzie. Została wybrana do Narodowego Zgromadzenia Ludowego Gwinei Bissau. W latach 1973–1984 była wiceprzewodniczącą zgromadzenia. W latach 1975–1980 za rządów João Bernardo Vieiry pełniła funkcję przewodniczącej zgromadzenia. W latach 1981–1983 była ministrem zdrowia i spraw społecznych Gwinei Bissau. W 1984 została ponownie wybrana na przewodniczącą Narodowego Zgromadzenia Ludowego. Urząd pełniła przez 3 dni, do 16 maja, kiedy uchwalono konstytucję. W 1989 zrezygnowała ze stanowiska i została członkinią Rady Państwa. W latach 1989–1990 pełniła funkcję członkini Rady Stanu. W latach 1990–1991 była ministrem stanu ds. społecznych. Przez ponad rok, do 1992, była wicepremierem Gwinei Bissau. W 1992 zrezygnowała z polityki.